# 孝藤右近
孝藤 右近（たかふじ うこん / UKON TAKAFUJI）は、日本舞踊家、振付師、演出家。石川県金沢市出身。
創作日本舞踊孝藤流二代目 / 剣舞右近流家元 / 浅草右近屋座長 / 東京大学非常勤講師 / いしかわ観光特使。
20年以上にわたり、国内外で数々の公演プロデュース、振付、演出、主演をしており、2019年に「日本文化の伝統と革新」をテーマとしたパフォーマンス団体「株式会社Cool Japan Entertainment（屋号 : 浅草右近屋 - UKONYA - ）」を設立。
京都高台寺建立400年祭、真言宗総本山善通寺空海1200年記念など、歴史的建造物での公演をはじめ、パリ開催のジャパンエキスポのメインステージ、浜離宮恩賜庭園での東京150年祭、サマーソニック、フジロックなどのロックフェス出演、2019年グラミー賞で最多4部門受賞のケイシー・マスグレイヴスとステージ共演。
ステージパフォーマンス以外では、Cool Japan TVプロデュースによるYoutubeで1億視聴数を超えるミュージックビデオ「東京盆踊り Tokyo Bon 2020」を筆頭に、「BOY MEETS GIRL」「神田明神音頭」「成田空港音頭」「東京大学音頭」などの振付と衣装コーディネートを手掛け、アフリカ開発会議（TICAD7）公式プロモーションとして、美空ひばりの楽曲「川の流れのように」をリミックスしたミュージックビデオ「BON for AFRICA（アフリカ盆踊り）」を企画・振付した。
また、伝統芸能を進化させた新感覚フィットネス「刀エクササイズ」を立ち上げ、多数のメディア出演により、一般的に親しみやすい新しい伝統芸能の形を確立した。
2018年からTRFリーダーDJ KOOと、伝統と革新をテーマとしたユニット「UKOON（ウコーン）」を結成。BON DANCEイベントを国内外で展開している。
東京大学の非常勤講師として、日本の伝統文化を担う若者の育成にも力を入れている。
2020年、オンライン配信の人気が高まる中、ライブ配信アプリ”17Live”にて日本の文化を後世に残すべく、若い世代へ発信を続けている。

## 2007年以前の主な実績
- 2000年石川県加賀屋での孝藤流名取式にて「孝藤右近」を命名される。
- 2001年（財）日本民謡協会主催「民謡民舞全国大会」優勝　経済大臣賞  孝藤右近☆左近『恋扇』で全国CDデビュー（ガウスエンタテインメント）
- 2002年右近・左近ディナーショー（ホテル日航金沢） 孝藤流台湾公演（台中県文化センター・台中県芸術センター・etc…）
- 2003年創作舞踊劇奉納「芳春院〜お松のかた」（大徳寺・芳春院） （財）日本民謡協会主催「民舞振付コンクール」金賞（国立劇場）
- 2004年創作歌謡舞踊フェステバル出演（京都・南座） 右近・左近ディナーショー（京都全日空ホテル）
- 2005年右近・左近ホーム舞台「金沢おぐら座」落成 座長襲名 入唐1200年記念祭 創作舞踊劇奉納「空海の道」（四国・善通寺） 美空ひばり17回忌「Loveひばり」ステージ（京都・嵐山ひばり館） 建立400年記念祭 創作舞踊劇奉納「ねねの道」（京都・高台寺）
- 2006年右近☆左近オリジナル加賀友禅「左近の櫻・右近の橘」発表  新曲 「母への手紙」をリリース 台北新舞台にて公演・上海、南京にて石川県観光大使として公演 京都二条城、二の丸御殿にて創作舞踊劇「Legend of Kaguya」奉納
- 2007年大手着物メーカーウライ株式会社と専属契約
- NHK金沢放送局・北陸放送・テレビ金沢・石川テレビ「右近☆左近」特集
- MRO北陸放送ラジオ「右近☆左近のみぎひだり」レギュラー
- KBS京都ラジオ 木曜夜あそび倶楽部 レギュラー